# Ле-Ронсене-Отене
Ле-Ронсене́-Отене́ (фр. Le Roncenay-Authenay) — колишній муніципалітет у Франції, у регіоні Нормандія, департамент Ер. Населення — 395 осіб (2011).
Муніципалітет був розташований на відстані близько 100 км на захід від Парижа, 65 км на південь від Руана, 20 км на південний захід від Евре.

## Історія
До 2015 року муніципалітет перебував у складі регіону Верхня Нормандія. Від 1 січня 2016 року належав до нового об'єднаного регіону Нормандія.
1 січня 2016 року Ле-Ронсене-Отене, Конде-сюр-Ітон, Дамвіль, Гувіль, Мантелон i Ле-Сак було об'єднано в новий муніципалітет Меній-сюр-Ітон.

## Демографія
Динаміка населення (INSEE ):
Розподіл населення за віком та статтю (2006):
| Стать | Всього | До 15 років | 15-24 | 25-44 | 45-64 | 65-85 | Понад 85 |
| --- | ------ | ----------- | ----- | ----- | ----- | ----- | -------- |
| Чоловіки | 157    | 30          | 12    | 61    | 38    | 16    | 0        |
| Жінки | 212    | 69          | 19    | 63    | 45    | 12    | 4        |
| \| Статево-вікова піраміда \| Статево-вікова піраміда \| Статево-вікова піраміда \| \| ----------------------- \| ----------------------- \| ----------------------- \| \| Чоловіки \| Вік \| Жінки \| \| 0 \| 85 + \| 4 \| \| 8 \| 80-84 \| 8 \| \| 8 \| 75-79 \| 0 \| \| 0 \| 70-74 \| 4 \| \| 0 \| 65-69 \| 0 \| \| 4 \| 60-64 \| 0 \| \| 4 \| 55-59 \| 8 \| \| 19 \| 50-54 \| 26 \| \| 11 \| 45-49 \| 11 \| \| 4 \| 40-44 \| 11 \| \| 30 \| 35-39 \| 11 \| \| 8 \| 30-34 \| 30 \| \| 19 \| 25-29 \| 11 \| \| 8 \| 20-24 \| 15 \| \| 4 \| 15-20 \| 4 \| \| 0 \| 10-14 \| 4 \| \| 11 \| 5-9 \| 23 \| \| 19 \| 0-4 \| 42 \| |        |             |       |       |       |       |          |
| Статево-вікова піраміда |        |             |       |       |       |       |          |
| Чоловіки | Вік    | Жінки       |       |       |       |       |          |
| 0 | 85 +   | 4           |       |       |       |       |          |
| 8 | 80-84  | 8           |       |       |       |       |          |
| 8 | 75-79  | 0           |       |       |       |       |          |
| 0 | 70-74  | 4           |       |       |       |       |          |
| 0 | 65-69  | 0           |       |       |       |       |          |
| 4 | 60-64  | 0           |       |       |       |       |          |
| 4 | 55-59  | 8           |       |       |       |       |          |
| 19 | 50-54  | 26          |       |       |       |       |          |
| 11 | 45-49  | 11          |       |       |       |       |          |
| 4 | 40-44  | 11          |       |       |       |       |          |
| 30 | 35-39  | 11          |       |       |       |       |          |
| 8 | 30-34  | 30          |       |       |       |       |          |
| 19 | 25-29  | 11          |       |       |       |       |          |
| 8 | 20-24  | 15          |       |       |       |       |          |
| 4 | 15-20  | 4           |       |       |       |       |          |
| 0 | 10-14  | 4           |       |       |       |       |          |
| 11 | 5-9    | 23          |       |       |       |       |          |
| 19 | 0-4    | 42          |       |       |       |       |          |

## Економіка
2010 року серед 256 осіб працездатного віку (15—64 років) 209 були активними, 47 — неактивними (показник активності 81,6%, у 1999 році було 69,6%). З 209 активних мешканців працювало 186 осіб (102 чоловіки та 84 жінки), безробітними було 23 (7 чоловіків та 16 жінок). Серед 47 неактивних 18 осіб було учнями чи студентами, 12 — пенсіонерами, 17 були неактивними з інших причин.

У 2010 році в муніципалітеті числилось 138 оподаткованих домогосподарств, у яких проживали 379,0 особи, медіана доходів виносила 18 236 євро на одного особоспоживача